# Mus oubanguii
Mus oubanguii is een knaagdier uit het geslacht Mus dat alleen gevonden is in savanne ten noorden van de Oubangui in de Centraal-Afrikaanse Republiek. Deze soort komt samen met Mus musculoides en Mus setulosus, maar behoort tot de M. sorella-groep en is daarbinnen het nauwst verwant aan Mus neavei, die alleen in een tandkenmerk van M. oubanguii verschilt. Beide soorten zijn kleiner dan M. sorella zelf, net als Mus baoulei.